# Pałac Potockich w Szeptyckim
Pałac Potockich w Szeptyckim – powstał jako wspaniała barokowa rezydencja w pierwszej połowie XVIII wieku, według projektu Pierre’a Ricauda de Tirregaille'a i odznaczał się wyjątkowo bogatymi wnętrzami. Obiekt zdewastowany podczas I wojny światowej był niezamieszkany, a jego remont nie został ukończony przed wybuchem II wojny światowej. Pałac w Szeptyckim w okresie ZSRR pełnił funkcję muzeum ateizmu. W ostatnim czasie pałac częściowo odnowiono i umieszczono w nim małe muzeum regionalne.
Wokół pałacu w XVIII wieku założono wspaniały park w stylu włosko-francuskim z licznymi kanałami, stawami i fontannami. Obecnie po parku nie ma już śladu, na jego terenie zbudowano stadion piłkarski, szkołę i inne obiekty.

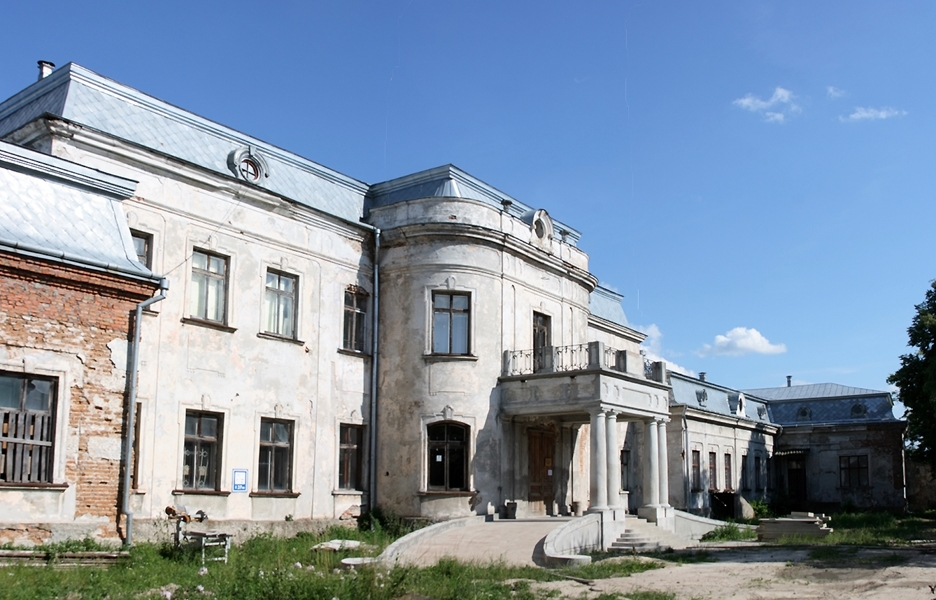
Pałac Potockich (2008)
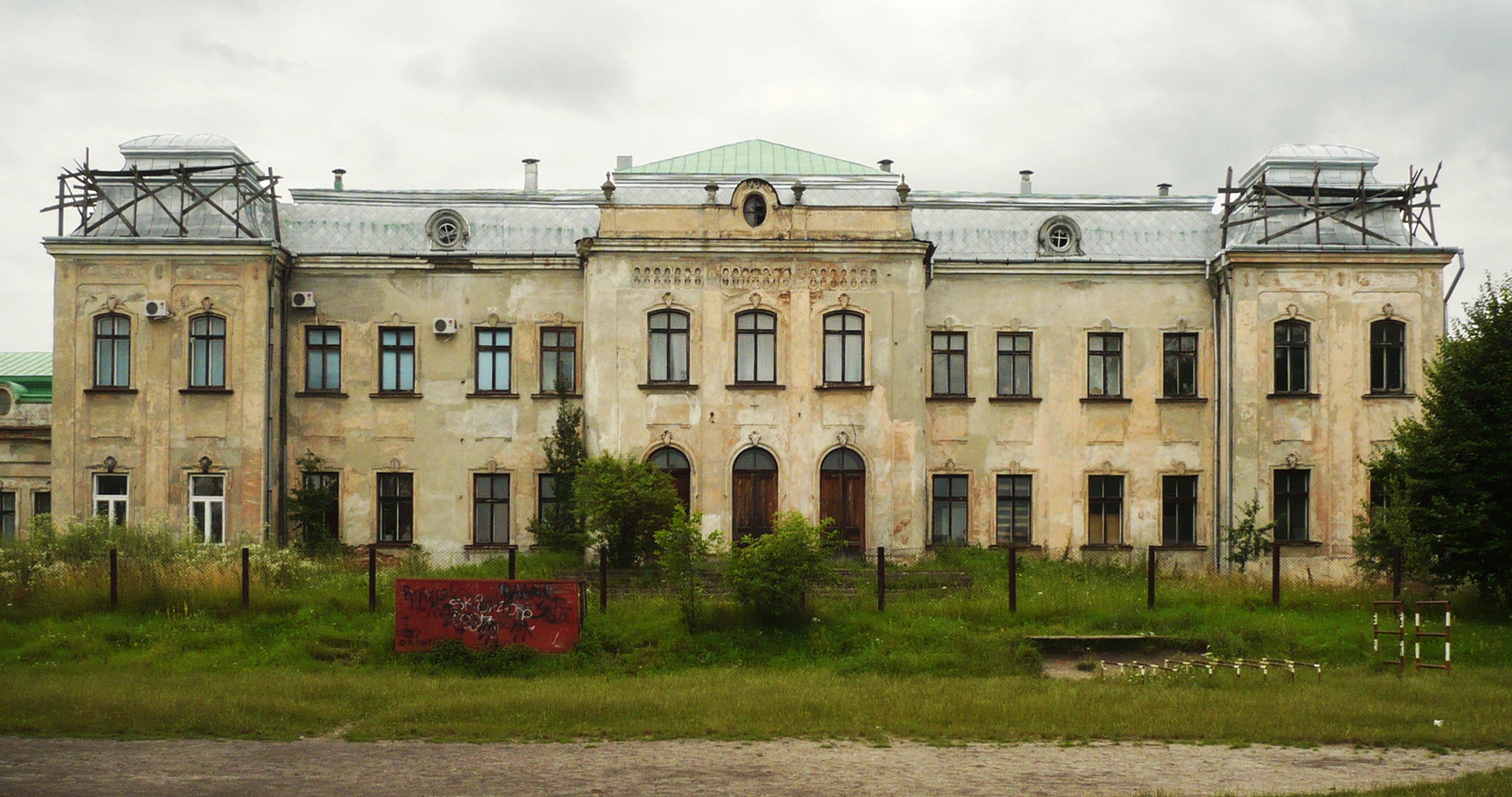
Pałac Potockich (2010)